# Chiemseehof
Der Chiemseehof ist ein historisches Palais im Kaiviertel in Salzburg. Der ehemalige Sitz der Bischöfe von Chiemsee beherbergt heute die Salzburger Landesregierung und den Salzburger Landtag.
Er umfasst insgesamt fünf Gebäude als Häuserblock zwischen Pfeifergasse und Krotachgasse, mit einem zur letzteren offenen Innenhof. Das Ensemble gehört zum UNESCO-Welterbe Historisches Zentrum der Stadt Salzburg.

## Geschichte
1215 errichtete der Salzburger Erzbischof Eberhard von Regensberg das Bistum Chiemsee. Der Bischof von Chiemsee fungierte als persönlicher Weihbischof des Erzbischofs, der ihm auch weitere Aufgaben auferlegte. Obwohl Bischof einer eigenen Diözese, residierte der Bischof stets in Salzburg, wo er den erstmals 1216 erwähnten Chiemseehof bewohnte. Um 1300 wurde er zur Residenz ausgebaut. Die Kapelle des Hofes wurde in erweiterter Größe, die man getrost eine Kirche nennen konnte, 1497 eingeweiht. Nach einem Brand Ende des 16. Jahrhunderts wurden die Gebäude ab 1694 wiedererrichtet, vergrößert und umgebaut. Der Chiemseehof diente bis 1812 als Residenz der Bischöfe zu Chiemsee. 1812 wurde der vormalige Bischof von Chiemsee Sigmund Christoph von Zeil und Trauchburg anerkannter Administrator der Erzdiözese Salzburg. Bis 1861 residierten dann hier sein Nachfolger, die Salzburger Erzbischöfe Augustin Gruber, Fürst zu Schwarzenberg und von Tarnóczy. Seit 1866 ist der Chiemseehof Sitz des Salzburger Landtags und der Landesregierung. Der Komplex wurde mehrmals umgebaut, so wurden 1873 im Zuge von Adaptierungsarbeiten das Kumpfmüllertor samt Zubauten und die Hofkapelle abgetragen. Der heutige Sitzungssaal des Landtages wurde in einem Gebäude eingerichtet, das Bischof Silvester Pflieger (1438–1451) als Getreidekasten errichtet hatte. 1967 bzw. 1977 wurde der Chiemseehof grundlegend renoviert.
Umbau 2017–2019
Von 2017 bis 2019 wurde der Chiemseehof um veranschlagte 7,4 Millionen Euro umgebaut. Als Ausweichquartier für Landtagssitzungen dienten der Gemeinderatssitzungssaal im Rathaus Salzburg und die Salzburger Residenz. Die Sanierung wurde im Sommer 2019 abgeschlossen. Am 20. Februar 2019 fanden die ersten Sitzungen im renovierten Chiemseehof statt.